# Caspian Airlines
A Caspian Airlines (em persa هواپیمایی کاسپین) é uma empresa aérea iraniana. Faz voos de Teerã, capital do Irã para grandes cidades dentro do país, além de voos internacionais para a Armênia, Síria, Turquia, Emirados Árabes Unidos e Ucrânia. Tem sua base principal no Aeroporto de Mehrabad.

## História
A Caspian Airlines foi fundada em 1993 e iniciou suas operações em setembro do mesmo ano.

## Frota

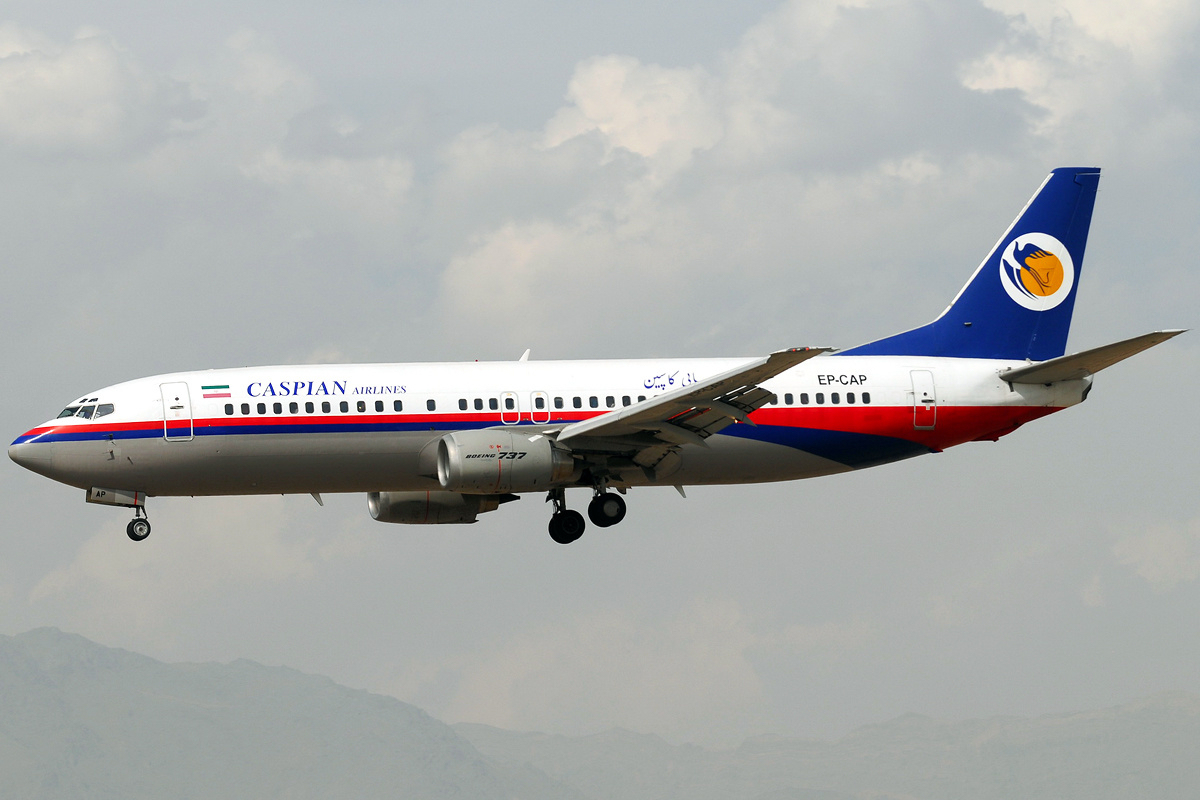
Boeing 737-400 da Caspian Airlines.

Agosto de 2016:
- Boeing 737-400: 3
- Boeing 747-100 (carga): 1
- Boeing 747-200 (carga): 1
- MD-82: 1
- MD-83: 2

## Acidentes e incidentes
No dia 15 de julho de 2009, o Voo 7908 caiu em uma zona rural, quando fazia a rota Teerã-Erevan.